# Mecodina
Mecodina là một chi bướm đêm thuộc họ Erebidae.

## Loài
- Mecodina bisignata Walker, 1865
- Mecodina lanceola Guenée, 1852
- Mecodina praecipua Walker, 1865